# El cavall i el noi
El cavall i el noi és la tercera aventura per ordre cronològic i la cinquena per publicació de la sèrie Les Cròniques de Nàrnia, de l'escriptor irlandès C.S. Lewis.
El llibre tracta de l'aventura d'en Shasta, un noi que viu a Calormen, imperi situat al sud de Nàrnia i del cavall Bree, animal parlant d'origen narnià, i de les seves aventures per arribar a les terres del nord i evitar la conquesta d'Archerland i Nàrnia per Calormen.

## Sinopsi del llibre
Nàrnia..., una terra on els cavalls parlen..., on es maquina una gran traïció..., on el destí espera el seu moment. Dos fugitius es troben en un viatge desesperat i, amb l'ajut de l'Aslan, uneixen les seves forces per escapar i evitar la conspiració que pretén apoderar-se del país i els territoris veïns del rei Archenland. Una terrible batalla decidirà el seu destí i també el de Nàrnia.

## Història
La història arrenca a Calormen, un poderós imperi situat al sud de Nàrnia, durant l'època en què els germans Pevensie hi regnaven. Un noi anomentat Shasta viu amb el seu pare, un pescador calormé, fins que un tarkà (noble) arriba i demana hospitalitat. Al noi el deixen fora de la cabana, però es posa a escoltar rere la porta com realitzen una transacció per vendre'l al visitant. Aleshores el cavall del tarkà li parla i confessa que és un narnià capturat anomenat Bree, que se'n vol escapar i li recomana que fugi amb ell, ja que per l'aspecte sembla també del nord (els calormens tenen un aspecte que recorden als àrabs), i si no hi accedeix, li espera una vida miserable com a esclau del seu amo.
Un cop iniciat el viatge cap al nord en Shasta aprèn a poc a poc a muntar a cavall correctament, i una nit, empesos per uns lleons, es desvien del camí i es troben amb Aravis, una tarkina, i amb Hwin, una euga parlant narniana. Aravis fuig també cap al nord per evitar el matrimoni amb el Gran Visir del Tisroc (el governant de Calormen), i com que tots es dirigeixen cap al nord decideixen viatjar junts. Acaben arribant a la capital de Calormen, la ciutat de Tashbaan, que l'han de travessar forçosament per prosseguir el viatge. Degut a uns problemes el grup se separa accidentalment, i en Shasta acaba per confusió en mans dels reis narnians que es troben de visita (Edmund i Susan), ja que pensen que és el príncep Corin d'Archenland. Aravis, juntament amb els cavalls, acaben trobant-se amb Laasaraleen, una tarkina amiga d'aquesta. Li demana ajuda per escapar, i ella accedeix, però han de travessar el palau del Tisroc. Mentre ho fan, escolten els plans del fill del Tisroc, Rabasash, per conquerir Nàrnia i Archenland en secret utilitzant com a excusa la fugida dels reis narnians. Pel que fa a Shasta aconsegueix fugir i espera als seus companys a unes tombes reials al costat del desert, que separa Calormen de les terres del nord.
Un cop es troben decideixen arribar ràpidament a Archenland per evitar la seva conquesta, i inicien una penosa travessia del desert. Quan arriben al final del desert, marcat per un riu, s'adonen que Rabadash i els seus genets estan molt a prop, però la intervanció d'Aslan fa que només Shasta continui el viatge per avisar el rei Lune d'Archenland de l'imminent atac. El rei es prepara per resistir mentre l'excèrcit narnià comandat per Edmund i Lucy arriba a ajudar-los. Quan foren derrotats els calormens, el rei Lune va reconèixer a en Shasta (el nom veritable del qual és Cor) com a fill seu i bessó de Corin, ja que va ser segrestat i portat fins a Calormen. Finalment, Cor es casà amb Aravis i regnaren, i Bree i Hwin anaren a viure a Nàrnia.

## Personatges
- Shasta/Cor
- Breejy-Jinny-Brinny-Joojy-Ja (Bree)
- Aravis
- Hwin
- Corin
- Rabadash
- Rei Lune
- Reina Susan la Benèvola
- Rei Edmund el Just
- Reina Lucy la Valenta